# 赫氏倣鯨魚
赫氏倣鯨魚為輻鰭魚綱鯨頭魚目仿鯨科的其中一種，分布於東大西洋海域，屬深海魚類，棲息深度700-1000公尺，體長可達7.8公分。